# 271 î.Hr.

## Nașteri
- Aratos de Sikyon, om de stat, diplomat și militar grec (d. 213 î.Hr.)

## Decese
- dată necunoscută: Marcus Valerius Corvus  (n. 371 î.Hr.)